# Liste des lauréats indiens du Prix Nobel
Institué pour la première fois en 1901, en 2018, le prix Nobel a été décerné à un total de 904 personnes (852 hommes et 52 femmes) et 24 organisations. Parmi les bénéficiaires, 12 sont des Indiens (cinq citoyens indiens et sept d'ascendance ou de résidence indienne). Rabindranath Tagore a été le premier citoyen indien à être récompensé et également le premier asiatique à être récompensé en 1913.
Mère Teresa est la seule femme parmi la liste des récipiendaires. Sri Aurobindo, le poète indien, philosophe, nationaliste et développeur du yoga intégral, a été nommé sans succès pour le prix Nobel de littérature en 1943 et pour le prix Nobel de la paix en 1950,.
Le 1er décembre 1999, le comité Nobel norvégien a confirmé que Mahatma Gandhi avait été nommé cinq fois sans succès pour le prix de la paix (de 1937 à 1939, en 1947 et quelques jours avant son assassinat en janvier 1948). En 2006, Geir Lundestad, le secrétaire du comité Nobel norvégien, l'a cité comme «la plus grande omission de nos 106 ans d'histoire»,,.

## Lauréats du prix Nobel en Inde

### Citoyens de l'Inde britannique
Le tableau ci-dessous dresse la liste des lauréats du prix Nobel, citoyens de l'Inde britannique au moment de la réception de leur Nobel.
| An   | Lauréat                                       | Lauréat             | Champ       | Justification | Ref.  |
| ---- | --------------------------------------------- | ------------------- | ----------- | --- | ----- |
| 1913 | Portrait of Rabindranath Tagore taken in 1909 | Rabindranath Tagore | Littérature | «En raison de ses vers profondément sensibles, frais et beaux, par lesquels, avec une habileté consommée, il a fait de sa pensée poétique, exprimée dans ses propres mots anglais, une partie de la littérature de l'Occident» | [ 8 ] |
| 1930 | Portrait of Sir CV Raman                      | CV Raman            | Physique    | «Pour son travail sur la diffusion de la lumière et pour la découverte de l'effet qui porte son nom» | [ 9 ] |

### Citoyens de la République de l'Inde
Voici les lauréats du prix Nobel qui étaient citoyens de la République de l'Inde au moment où ils ont reçu le prix Nobel.
| An   | Lauréat                                    | Lauréat           | Champ    | Justification | Ref.   |
| ---- | ------------------------------------------ | ----------------- | -------- | --- | ------ |
| 1979 | Portrait of Mother Teresa captured in 1994 | Mère Teresa       | Paix     | «En reconnaissance de [son] travail pour apporter de l'aide à l'humanité souffrante»                                | [ 10 ] |
| 1998 | Picture of Amartya Sen                     | Amartya Sen       | Économie | «Pour ses contributions à l'économie du bien-être»                                                                  | [ 11 ] |
| 2014 | Photograph of Kailash Satyarthi            | Kailash Satyarthi | Paix     | «Pour leur lutte contre la répression des enfants et des jeunes et pour le droit de tous les enfants à l'éducation» | [ 12 ] |

### Citoyens étrangers d'origine indienne
Voici les lauréats du prix Nobel d'origine indienne qui sont nés en Inde mais par la suite non-citoyens indiens. Cependant, ils sont encore souvent inclus dans la liste des lauréats indiens du prix Nobel.
| An   | Lauréat                                                                          | Lauréat                    | Citoyenneté                                        | Champ                   | Justification | Ref.   |
| ---- | -------------------------------------------------------------------------------- | -------------------------- | -------------------------------------------------- | ----------------------- | --- | ------ |
| 1968 | Picture of Har Gobind Khorana                                                    | Har Gobind Khorana         | États-Unis (né à Raipur, Inde britannique )        | Physiologie ou médecine | «Pour leur interprétation du code génétique et de sa fonction dans la synthèse des protéines»                    | [ 13 ] |
| 1983 | Picture of Subrahmanyan Chandrasekhar                                            | Subrahmanyan Chandrasekhar | États-Unis (né à Lahore, Inde britannique )        | Physique                | «Pour ses études théoriques sur les processus physiques importants pour la structure et l'évolution des étoiles» | [ 14 ] |
| 2009 | Venki Ramakrishnan                                                               | Venki Ramakrishnan         | Royaume-Uni et États-Unis(né à Chidambaram, Inde ) | Chimie                  | «Pour Structure et fonction du ribosome, cristallographie macromoléculaire»                                      | [ 15 ] |
| 2019 | Abhijit Banerjee FT Goldman Sachs Business Book of the Year Award 2011 (cropped) | Abhijit Banerjee           | États-Unis (né à Calcutta, Inde )                  | Économie                | "Pour leur approche expérimentale de la réduction de la pauvreté dans le monde"                                  | [ 16 ] |

### Lauréats indiens du prix Nobel d'origine étrangère
Voici les lauréats du prix Nobel d'origine étrangère qui sont soit nés en Inde, soit résidaient en Inde lorsqu'ils sont devenus récipiendaires du prix Nobel, mais n'étaient pas citoyens indiens.
| An   | Lauréat                     | Lauréat         | Pays de résidence                            | Champ                   | Justification | Ref.   |
| ---- | --------------------------- | --------------- | -------------------------------------------- | ----------------------- | --- | ------ |
| 1902 | Portrait of Ronald Ross     | Ronald Ross     | Royaume-Uni (né à Almora, Inde britannique ) | Physiologie ou médecine | «Pour son travail sur le paludisme, par lequel il a montré comment il pénètre dans l'organisme et a ainsi jeté les bases d'une recherche fructueuse sur cette maladie et les méthodes pour la combattre»             | [ 17 ] |
| 1907 | Portrait of Rudyard Kipling | Rudyard Kipling | Royaume-Uni (né à Bombay, Inde britannique ) | Littérature             | «En considération de la puissance d'observation, de l'originalité de l'imagination, de la virilité des idées et du remarquable talent de narration qui caractérisent les créations de cet auteur mondialement connu» | [ 18 ] |
| 1989 | Photo du Dalai Lama         | 14e Dalaï Lama  | Inde (né à Taktser, Tibet )                  | Paix                    | «Pour sa résistance constante à l'utilisation de la violence dans la lutte de son peuple pour retrouver sa liberté»                                                                                                  | [ 19 ] |